# 上石田駅
上石田駅（かみいしだえき）は、山梨県甲府市上石田二丁目（当時は上石田）にあった山梨交通電車線の駅である。

## 概要
電車線の専用軌道区間で初めての駅である。荒川橋を過ぎ、貢川を渡って南に進路を変えながら斜めに専用軌道区間に入り、緩やかにカーブした先にあった。相対式2面2線の構造で、次の貢川駅と連続で交換可能駅であったが、廃止直前に多くの可能駅の交換機能が停止された中で最後まで生き残り、朝夕のラッシュ時に用いられた。
当初は仮駅として開業した。北側に接続する併用軌道部分を速やかに開通させる予定でいたためであったが、思いがけず手間取ったために、まるまる2年間「仮駅」扱いのままで営業せざるを得なくなった。位置を少し移転して正式駅となったのは荒川橋電停まで北進した1932年（昭和7年）9月15日のことである。
なお甲府空襲の直前、当駅に車両を全て避難させる処置がとられた。これによって結果的に全ての車両が焼失せずに済み、電車線は空襲後すぐに当駅を暫定的に甲府側の起点駅として運輸を開始することが可能となり、戦争直後しばらくの急激な乗客増につながった。一方、1959年（昭和34年）8月14日に県内を通過し大きな被害をもたらした台風7号の影響を直に受け、当駅から玉幡駅まで架線柱が線路上に倒れるという被害にも見舞われている。

## 歴史
- 1930年（昭和5年）9月19日：仮駅として開業。
- 1932年（昭和7年）9月15日：移転して正式駅に昇格。荒川橋駅-当駅間の併用軌道区間一部開通による。
- 1959年（昭和34年）8月14日：台風7号の被害により架線柱が倒れ不通となる。のち復旧。
- 1962年（昭和37年）7月1日：路線廃止により廃駅。

## 廃線後の状況
専用軌道部は突入部から終点の甲斐青柳駅まで「廃軌道」と呼ばれる2車線の道路として使用され、各駅の跡もその上に存在する。
当駅は南西通りが分岐する東のガソリンスタンド横に道路のふくらみとして跡が残されており、比較的判別が容易である。ここから先、釜無川を越える手前の農林高校前駅まで同様の状態が続く。

## 隣の駅
山梨交通
電車線
荒川橋駅 - 上石田駅 - 貢川駅